# جنگ‌های داخلی حکومت چهارسالاری

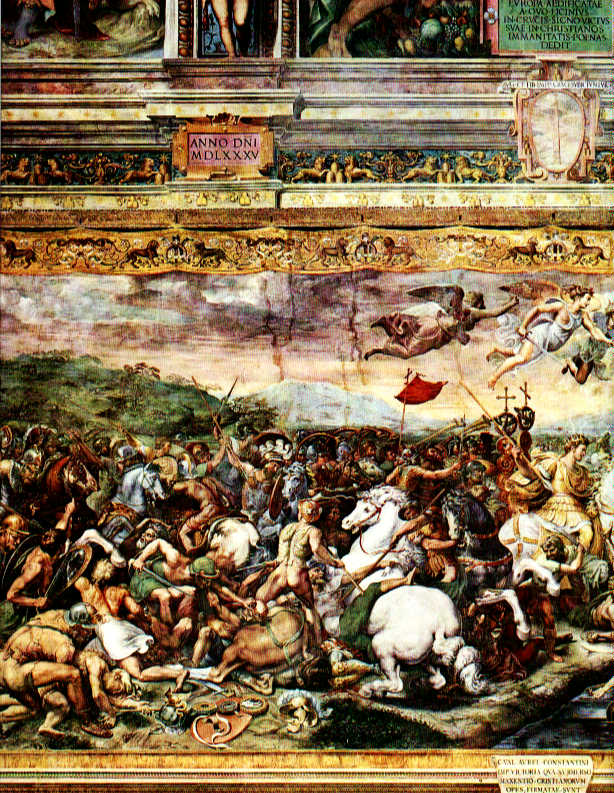
نمایی از نقاشی دیواری «کنستانتین در نبرد پل میلوین»، اثر رافائل، در اتاق‌های واتیکان.

جنگ‌های داخلی حکومت چهارسالاری (انگلیسی: Civil wars of the Tetrarchy) مجموعه‌ای از درگیری‌ها بین هم‌امپراتورهای امپراتوری روم در حکومت چهارسالاری بود که در سال ۳۰۶ بعد از میلاد با غصب ماکسنتیوس و شکست فلاویوس والریوس سوروس شروع شد و با شکست لیسینیوس به دست کنستانتین بزرگ در ۳۲۴ پس از میلاد به پایان رسید.